# 朝倉八郎
朝倉 八郎（あさくら はちろう、旧姓・杉浦、1885年〈明治18年〉1月6日 - 1950年〈昭和25年〉）は、日本の商人（米穀商）、恵美須米穀問屋組合長、地主、家主、東洋青物市場会社員。合名会社常磐松商会代表社員。

## 人物
愛知県碧海郡旭村（現・碧南市）生まれ。杉浦太市の八男。朝倉徳次郎の養子。1908年、家督を相続した。米穀商を営む。また地家主で、東洋青物市場会社員であった。
宗教は日蓮宗。趣味は書画、旅行。東京在籍。住所は東京市渋谷区猿楽町、同区向山供託社アパート内。

## 家族・親族
朝倉家
- 妻・すゑ（1884年 - ?、東京、朝倉虎治郎の養妹）[6][7]
- 男・永三（1909年 - ?、家主[5]、東京府米穀商業組合理事人事部長[10]、1932年、慶應義塾大学経済学部卒業[10]）
- 男・博之[5][6][7]（1910年 - ?、供託社社員[8]、1935年、慶應義塾大学経済学部卒業[10]）
- 四男・文敬（1915年 - ?、朝倉精米所[8]、1940年、慶應義塾大学経済学部卒業[10]）
- 女[6][7]
- 三女[3][6][7]
- 甥・謙一（1913年 - ?、安田銀行員[8]、1937年、慶應義塾大学経済学部卒業[8][10]）

親戚
- 朝倉虎治郎（白米商、東洋青物市場顧問[5]、東京府会議長）